# Amblyaspis ctesias
Amblyaspis ctesias är en stekelart som först beskrevs av Walker 1839.  Amblyaspis ctesias ingår i släktet Amblyaspis och familjen gallmyggesteklar. Inga underarter finns listade i Catalogue of Life.